# Temnothorax dahan
Temnothorax dahan (лат.) — вид мелких муравьёв рода Temnothorax из подсемейства мирмицины (Formicidae). Встречается в Китае.

## Этимология
Видовое название T. dahan происходит от слова «Dàhán» (大寒, «дахань», «сильный мороз»), обозначающего один из 24 сроков (знаков зодиака) традиционного Китайского солнечного календаря (знак Водолей, с 20 января).

## Распространение
Китай: провинция Юньнань.

## Описание
Мелкие муравьи (около 3 мм), основная окраска тела коричневато-чёрная. Новый вид сходен с T. spinosior (Forel, 1901), но отличается от него тем, что у нового вида дорсум головы мелко продольно морщинистый, вершины скапусов усиков превосходят задний край головы, мезосома слабо выпуклая, проподеальные шипы относительно короче и примерно в 1,2 раза длиннее их базальной ширины. Окраска тела чёрная; у T. spinosior верх головы крупно продольно морщинистый, вершины скапусов усиков доходят до заднего края головы, мезосомальная поверхность умеренно выпуклая, проподеальные шипы относительно длиннее, примерно в 2 раза больше их базальной ширины, окраска тела черновато-коричневая. Новый вид также сходен с T. chun, но отличается от него слабо выпуклыми дорсумом мезонотума и проподеума при виде сбоку, пронотальными боками с мелкой морщинистотью, проподеальными шипами прямыми, дорсум петиоля тупо угловатый; у T. chun дорсум мезонотума и проподеума прямые при виде сбоку, переднеспинка крупно морщинистая, проподеальные шипы изогнуты назад, дорсум петиолярного узелка широко закруглён. Новый вид также сходен с T. qiufen, но отличается тем, что у нового вида дорсум мезонотума и проподеума слабо выпуклый при виде сбоку, мезоплевры слабо сетчатые, передняя поверхность петиолярного узелка почти прямая; у T. qiufen дорсум мезонотума и проподеума прямой при виде сбоку, мезоплевры густо сетчатые, передняя поверхность петиолярного узелка слабо вогнутая. Заднегрудь угловатая, с проподеальными шипиками. Грудь и голова сверху с морщинками, профиль ровный, без промезонотального и метанотального шва. Брюшко гладкое и блестящее. Усики 12-члениковые. Вид был впервые описан в 2024 году китайскими мирмекологами Yu-Han Qian и Zheng-Hui Xu (Southwest Forestry University, Куньмин, Юньнань) по типовым материалам из Китая.

### Комментарии
1. ↑  В западном календаре это соответствует первой половине зодиакального знака Водолей (с 20 января), а в переводе означает «сильный мороз». Второй половине соответствует Lìchūn и назван вид Temnothorax lichun.